# Yarbridge
Yarbridge – osada w Anglii, na wyspie Wight. Leży 11 km na wschód od miasta Newport i 117 km na południowy zachód od Londynu.